# Levijärvi och Sirkkajärvi
Levijärvi och Sirkkajärvi är en sjö i Finland. Den ligger i kommunen Kittilä i landskapet Lappland, i den norra delen av landet, 900 km norr om huvudstaden Helsingfors. Levijärvi och Sirkkajärvi ligger 182,1 meter över havet. Arean är 1,38 kvadratkilometer och strandlinjen är 12,07 kilometer lång. Sjön  ingår i Kemi älvs huvudavrinningsområde. 